# 错金银云纹青铜犀尊
错金银云纹青铜犀尊，西汉文物，苏门答腊犀形状青铜鸟兽尊，通体饰错金银云纹。该文物高34.1厘米，长58.1厘米，1963年陕西省兴平县出土，国家一级文物，现藏于中国国家博物馆。

## 历史背景
该器的器型属鸟兽尊，是一种形状似鸟兽的盛酒器。中国古代曾有做成各种动物形状的酒尊，如商朝的牛尊、象尊、豕尊，周代的驹尊、兔尊、鸭尊等。犀牛形状的鸟兽尊并不多见，美国旧金山亚洲艺术博物馆收藏有一件清代出土于山东梁山的商代晚期小臣艅犀尊。到汉代时，肖形尊已不太流行，但仍不乏有人钟爱。
该器的形象为苏门答腊犀，也称苏门犀、亚洲双角犀，现仅在马来半岛、苏门答腊与婆罗洲有零星分布。但根据文榕生《中国珍稀野生动物分布变迁地图集》，犀牛在大约3500年前曾遍布华北平原。新石器时代遗址中曾多次发现犀牛骨，殷商甲骨文中有焚林猎犀的记载，春秋战国时期曾用犀牛皮制作犀甲。后因大范围捕杀，中国北方的犀牛迅速减少，最迟到西汉晚期已在关中一带绝迹。中国古人认为犀牛是镇水的瑞兽、灵兽，西汉宫廷贵族制作的很多狮、象、犀牛形状青铜酒器，可能具有驱邪避灾，迎福纳祥的寓意。

## 器型

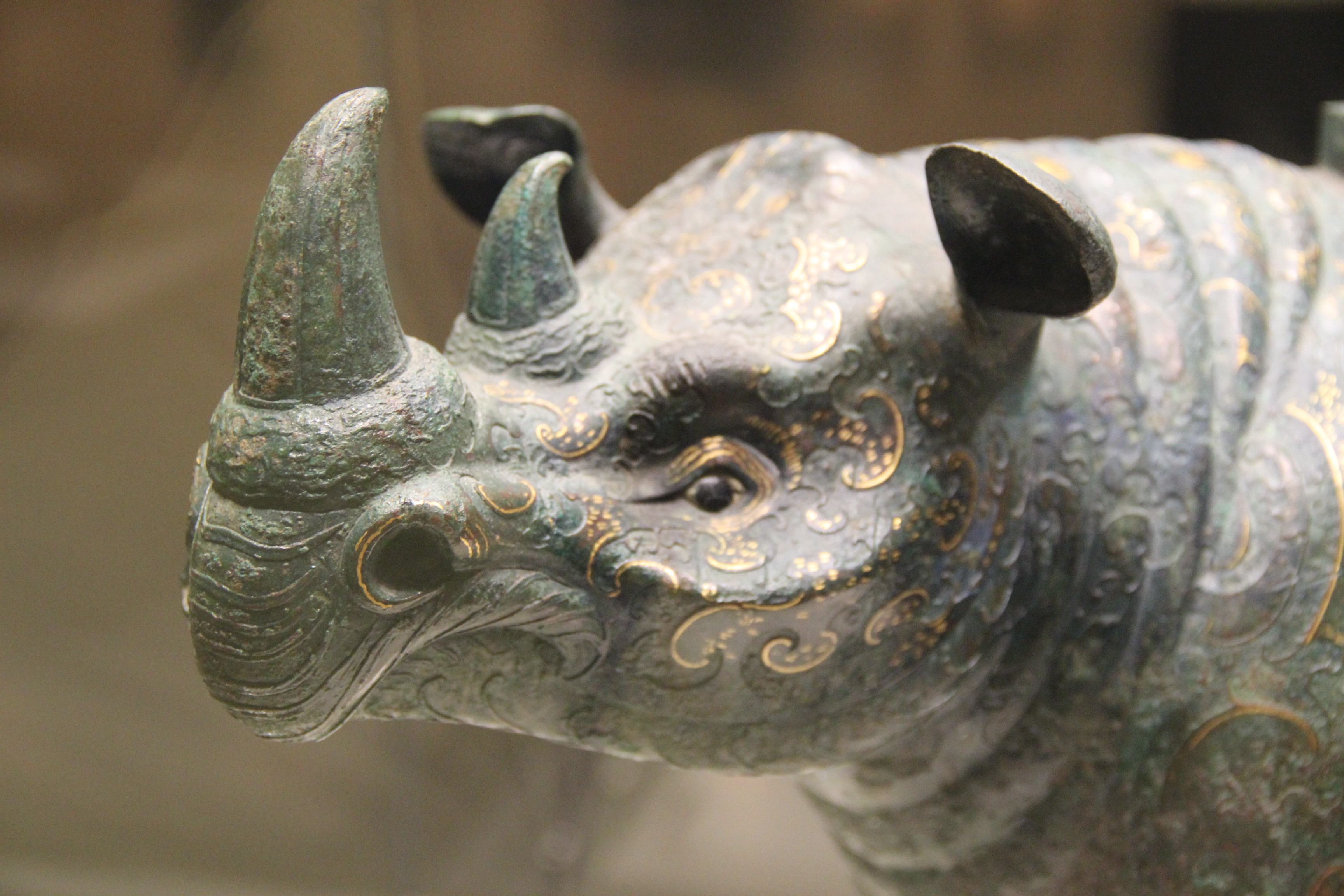
犀尊头部

该器高34.1厘米，长58.1厘米，重13.3公斤，形象为双角的苏门答腊犀。
该器精准描绘了一头苏门犀。犀牛作昂首伫立态，身体肥硕，四腿短粗，肌肉发达，比例准确，体态雄健，皮厚而多皱。头部略微扬起，两耳竖起，在头顶正中和鼻尖有两只角，双角竖直向上，角尖锐内弯。以镶嵌黑色料珠制作的双眼目光锐利，专注地望向前方。犀牛身体的各个部分具有强烈质感，颧骨和肘部突起，口部和腹部的皮肉虽肥厚，缺凸显着弹性。该尊的腹部中空，应是用来盛酒。尊的背部有一个椭圆形的口，口上覆盖有一个可以开闭的形似马鞍的活盖。犀牛嘴巴右侧有一个圆管，看似獠牙，实际上是贯通到腹部的“流”。犀牛身下四腿短而粗壮，尾巴嵌入后臀部，当握住犀牛尾巴将该器轻轻抬起时，腹腔内的酒液便可以通过圆管流出。因此该器被判断属实用器。该器通体装饰有错金银云纹，纹饰细如游丝，非常华美。

## 出土与收藏

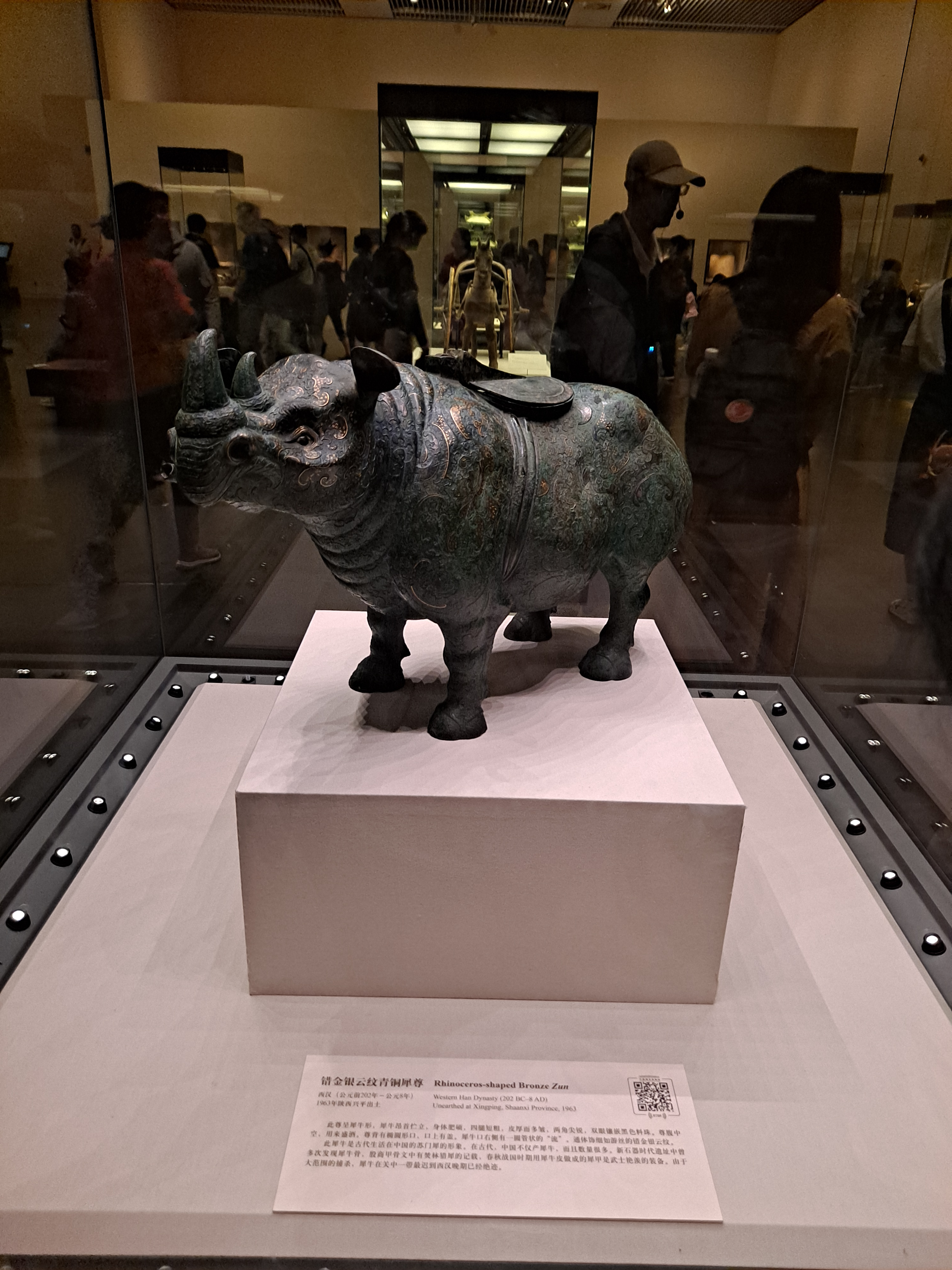
在《古代中国》基本陈列展厅展出

1963年1月11日，陕西省兴平县西吴公社豆马村村民赵振秀在村北断崖取土时，锄头偶然等到硬物，清理后发现一个灰色大陶瓮，陶瓮被放置在一个直径约为1米的圆坑内。陶瓮出土地点临近汉武帝的茂陵，但周边并未发现其他文物，仅这件陶瓮被孤零零地掩埋在该处，有可能是因战乱或其他缘故而仓促掩埋。瓮中发现有一件青铜犀尊，即这件错金银云纹青铜犀尊。出土时，犀尊腹中曾装有铜镜、带钩、锉刀、花贝等17件文物。
错金银云纹青铜犀尊出土后被送至茂陵文物保管所，后辗转上交国家文物局，由中国历史博物馆收藏展出。现为中国国家博物馆基本陈列展厅的代表性文物，国家一级文物，展陈于《古代中国》基本陈列展厅内。茂陵博物馆内展有该器的复刻品。

## 研究与展览
腹中文物大多是西汉时期的器物，据此，该遗存的埋藏年代被断定为西汉时期。后因与犀尊的风格类似的秦代文物在四川等地出土，犀尊的造型、纹饰和制作工艺则与战国晚期的一些文物很相似，因此该器年代也被认为可能早于西汉时期，或为战国遗物。
2022年8月10日，中国国家博物馆“片羽重辉——国家博物馆文保成果展”开幕，其中展出有国家博物馆文保院金属器物修复研究所结合3D打印技术仿制的错金银云纹青铜犀尊。文保人员首先对青铜犀尊的三维模型截模处理，分三段打印为树脂模型，再采用酒精漆片调和石绿、炭黑等矿物颜料，然后在模型内外均匀涂刷，完成后将三段模型粘接为整体，最后完成精细处理、随色做旧后便可得到仿制的青铜犀尊。
2022年底，中国国家博物馆文保工作人员利用X光探伤、大幅面X射线荧光成像、光纤反射光谱、三维视频显微镜等技术，对该件犀尊进行全面检测，并借此对其铸造和装饰工艺进行分析研究。通过X光探伤仪对其多角度拍摄，在犀尊器身多个部位发现铸造垫片，头部及四足与器壁被相同能量的X光穿透，可推断头部和四足有盲芯，佐证其采用范铸法铸造。犀尊的器身和四肢为一体浇铸，表面凹凸的纹饰机理同样在铸造过程中完成，而器盖与流管则为单独分铸。
2023年5月30日，“数说犀尊”展览在国家博物馆北16展厅正式对公众开放，以数字化手段高清展示馆藏的错金银云纹铜犀尊。展厅综合运用高清三维扫描、超高清显示、人工智能、红外感应、增强现实等科技手段展示文物研究成果。游客可以借助四块高清互动屏幕，了解其铸造工艺、锈蚀结构、内部构造，并通过元素解析发现肉眼无法辨认的犀尊周身云纹分布规律。

## 备注
1. ↑  一说高34.4厘米[6]